# Aliona Moon
Aliona Moon, de son vrai nom Aliona Munteanu, née le 25 mai 1989 à Chișinău en Moldavie, est une chanteuse moldave.

## Biographie

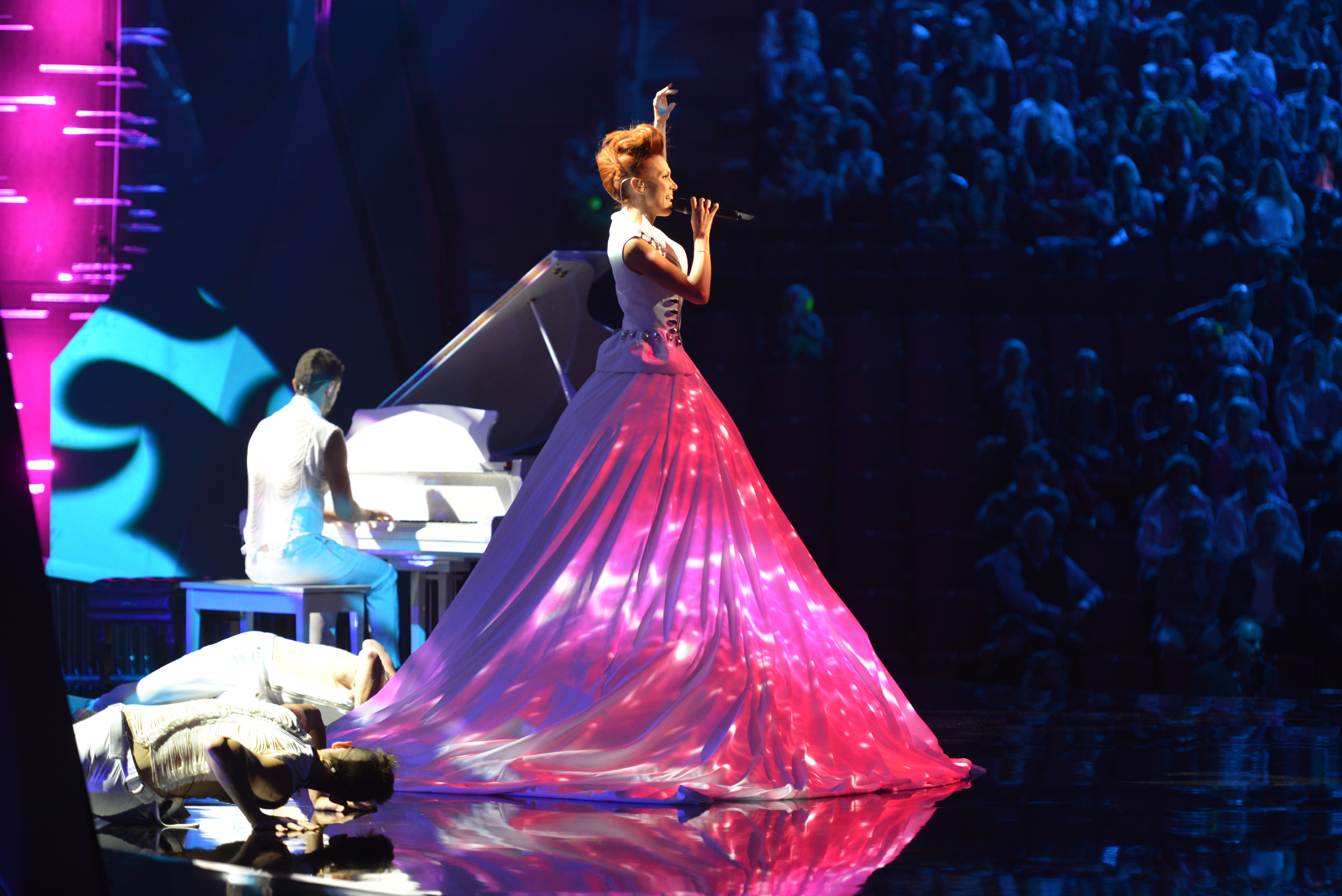
Aliona Moon pendant sa performance au Concours Eurovision de la chanson 2013

Elle termine quatrième de la quatrième édition de Vocea României.
Le 16 mars 2013, elle est choisie pour représenter la Moldavie au Concours Eurovision de la chanson 2013 à Malmö, en Suède avec la chanson O mie (« Mille »).